# Osiedle Bema, Białystok
Osiedle Bema là một trong những quận của thành phố Białystok của Ba Lan. Quận được đặt theo tên của Józef Bem.